# Mikael Johansson (ishockeyspelare född 1966)
För andra betydelser, se Mikael Johansson.
Mikael Johansson, född 12 juni 1966 i Huddinge församling, är en svensk före detta ishockeyspelare och numera assisterande tränare i Västerviks IK.
Johansson började spela ishockey i Huddinge IK, där hans tio år äldre bror Kent "Lill-Kenta" Johansson redan var på väg att bli ett stort namn. Han visade snabbt kvaliteter som mycket målfarlig forward och hann bara med några tidiga säsonger i Huddinges A-lag innan han värvades redan som 19-åring 1985 till Djurgårdens IF i Elitserien.
Med Djurgården blev han svensk mästare tre år i rad och sedan två år i rad igen efter återkomsten från fem säsonger med Kloten i schweiziska ligan, där han blev schweizisk mästare de första fyra åren.
Han spelade med i Tre Kronor i OS 1988 och 1992, och VM 1990, 1991, 1994, 1995 och 1998 och blev världsmästare 1991 och 1998.
Åter i Djurgården spelade han där fram till säsongen 2004/05 och följde sedan än en gång i storebror Kents fotspår och inledde en tränarkarriär som tränare för moderklubben Huddinge IK:s A-lag 2005/06 (liksom brodern 1994/95).
Premiärsäsongen som tränare blev lyckad, Huddinge som var degraderade till division 1 tog steget tillbaka till HockeyAllsvenskan 2006/07, där man med en lite bättre start på serien kanske hade blivit kvar utan kvalspel, men nu fick kvala sig kvar.
Vid Djurgårdens hemmamatch mot Timrå (tränade av den äldre brodern Kent) den 15 februari 2007 hyllades Johansson som en av klubbens allra största. Som sjunde spelare i Djurgården fick han sitt tröjnummer, nummer 25 (1997-99 hade han nummer 9 eftersom Patrick Erickson tagit tröja nummer 25 under Johanssons proffstid i Schweiz), pensionerat och hissat upp i Globens tak. De tidigare spelarna i Djurgården som hyllats på samma sätt är Roland Stoltz, Sven Tumba, Lasse Björn, Thomas Eriksson, Jens Öhling och Håkan Södergren. Johansson är Stor grabb nummer 149.
Säsongen 2009/2010 tog sonen Viktor Fjällby Johansson klivet upp i Huddinge IK:s A-lag. 2010-2012 spelade han i Tønsberg Vikings. 2012-2013 För Haninge IF.
Under säsongen 14-15 blev Johansson assisterande ränare i HC Vita Hästen (Norrköping) som spelar i Hockeyallsvenskan. Under säsong 15/16 axlade Johansson rollen som huvudtränare i Vita Hästen. 
Den 9 maj 2017 presenterades Johansson som ny assisterande tränare i Mora IK inför SHL-återkomsten säsongen 2017/2018. Där kommer han samarbeta med huvudtränare Mattias Karlin.  

## Meriter
- 5 SM-guld med Djurgårdens IF 1989, 1990, 1991, 2000, 2001
- 4 schweiziska guld med EHC Kloten
- Junior 18 EM – Uttagen i All Star Team 1984
- OS-brons 1988
- VM-guld 1991, 1998
- VM-silver 1990, 1995
- Skytteliga vinnare playoff - Elitserien 2000
- Elitserien Gentleman of the Year, Rinkens riddare 2001
- NLA champion 1993, 1994, 1995, 1996
- Guldpucken för årets svenska spelare 2000
- Avancemang som tränare med Huddinge IK till HockeyAllsvenskan 2005/06

## Spelarkarriär
- Djurgårdens IF (1997/1998-2004/2005)
- EHC Kloten (1992/1993-1996/1997)
- Djurgårdens IF (1985/1986-1991/1992)
- Huddinge IK (1982/1983-1984/1985)

## Tränarkarriär
- Huddinge IK (2006-2007)
- Djurgårdens IF (2008-2012)
- HC Vita Hästen (2014-2016)
- Mora IK (2017-2018)
- Västerviks IK (2018-)